# Kapliczka św. Antoniego w Łodzi
Kapliczka św. Antoniego – jedna z dwóch barokowych kapliczek drewnianych, znajdujących się przy ul. Wycieczkowej 75 w Łodzi-Łagiewnikach. Razem z kapliczką św. Rocha i św. Sebastiana zachowała się do czasów obecnych jako jedyne z całego zespołu franciszkańskich kaplic łagiewnickich, liczącego sześć obiektów.

## Historia budowy
O początkach kapliczki krążą liczne legendy, różniące się między sobą w szczegółach. Wszystkie jednak nawiązują do objawień św. Antoniego w latach 70. XVII wieku, kiedy to właścicielami Łagiewnik była rodzina Żeleskich. Ponieważ święty ukazywał się w habicie franciszkańskim, sprowadzono wkrótce takowych braci oraz obraz św. Antoniego, który niebawem zasłynął licznymi łaskami. Po wielu staraniach, na mocy dekretu Kongregacji z 22 lipca 1680 r., Łagiewniki zostały ogłoszone jako miejsce cudowne, a franciszkanie uznani za pierwszych posiadaczy i stróżów tego miejsca.
W 1682 r. w związku z dużą liczbą napływających pielgrzymów, zbudowano na miejscu drewnianej kapliczki duży drewniany kościół na planie krzyża z trzema wieżami oraz drewnianym klasztorem dla dwunastu zakonników. Z udziałem biskupa kujawskiego i około 15 tys. wiernych uroczyście przeniesiono do niego obraz św. Antoniego, a modrzewiową, drewnianą kapliczkę Żeleskiego z 1676 r. (najstarszy zabytek zachowany na terenach Łodzi, z uznawanym przez wielu za cudowne źródełkiem w środku) przeniesiono do tzw. Pustelni (przy obecnej ul. Wycieczkowej 75). W latach 1701–1723 w miejsce drewnianego wybudowano murowany kościół w stylu barokowym kościół pod wezwaniem św. Antoniego.
Obok kapliczki św. Antoniego w lesie łagiewnickim znajduje się druga – pod wezwaniem św. Rocha i św. Sebastiana, pochodząca z początku XVIII wieku.

## Czasy najnowsze
Kapliczki św. Antoniego oraz św. Rocha i Sebastiana jako jedyne przetrwały II wojnę światową. Cztery inne (kaplica cmentarna św. Walentego, Matki Bożej Anielskiej, największa z całego zespołu kaplica Przemienienia Pańskiego oraz kapliczka-domek o. Rafała) zostały zniszczone przez niemieckich okupantów w latach 1941–1943.
Dwie ocalałe kapliczki były w złym stanie technicznym i wymagały remontu. Taki gruntowny remont przeprowadzono w latach sześćdziesiątych XX w. Wykonano wtedy nową podmurówkę, zaimpregnowano deski ścian kaplic, położono nowe dachy i wymieniono okna. W 1970 r. obie kapliczki, chętnie odwiedzane przez okolicznych mieszkańców oraz przyjezdnych, wpisano do rejestru zabytków.
Początek XXI w. upłynął pod znakiem kapitalnych remontów obu kapliczek (w latach 2003–2006). Zakonserwowano i uzupełniono wówczas szalunek zewnętrzny, wyremontowano konstrukcje dachowe i odnowiono drzwi. Przy okazji remontów dokonano kilku ciekawych odkryć. Pod boazerią w kapliczce św. Antoniego natrafiono na szereg inskrypcji, pochodzących z XVIII w. i nowszych. W północnej ścianie kapliczki odkryto drugie drzwi, które w dawnych czasach mogły ułatwiać pielgrzymom wejście i wyjście z kaplicy. Według innej teorii, obecna kapliczka św. Antoniego mogła stanowić również prezbiterium pierwszego, drewnianego kościoła w Łagiewnikach.

## Galeria zdjęć

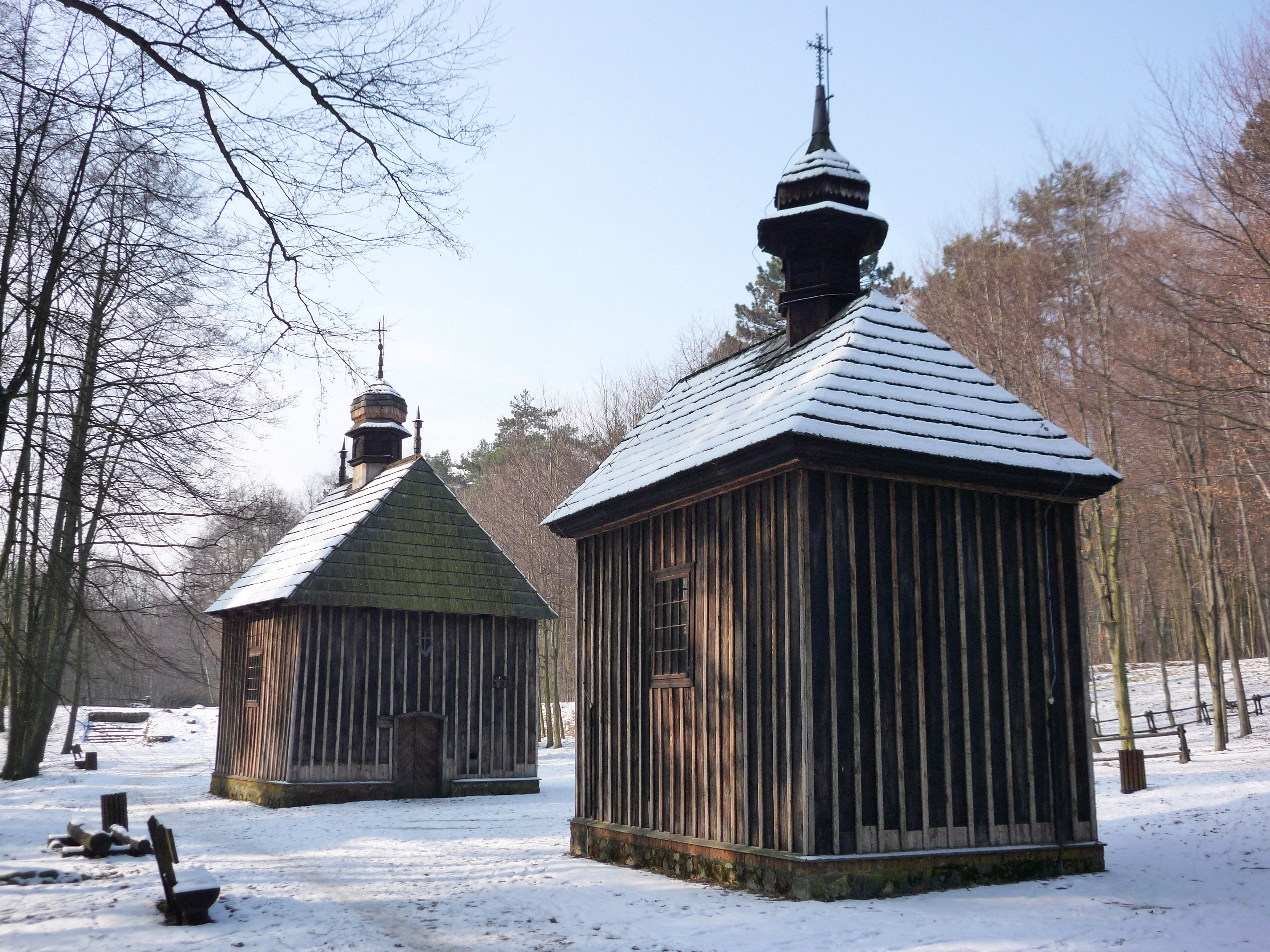
Kapliczki św. Antoniego oraz św. Rocha zimą
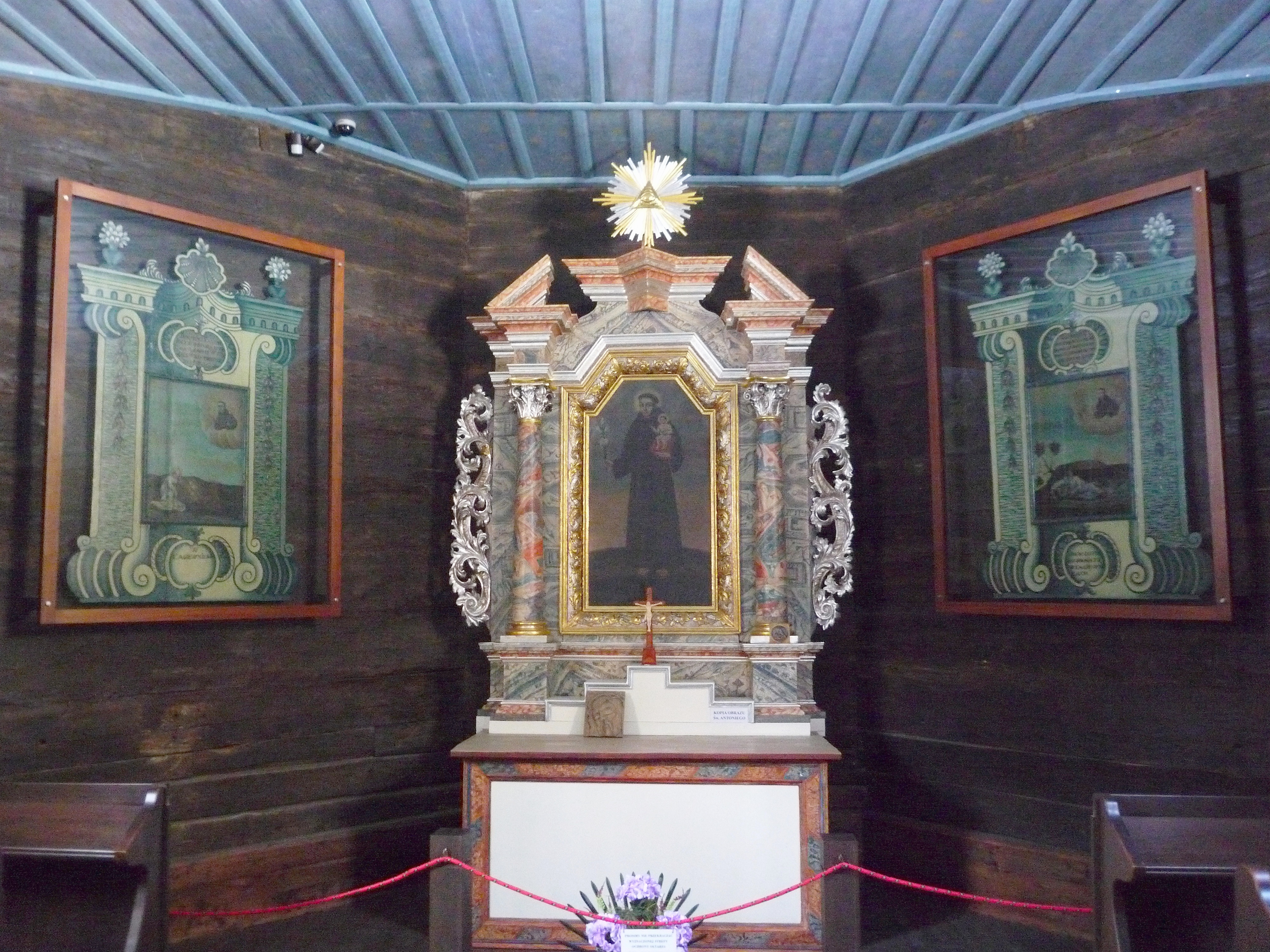
Wnętrze kapliczki św. Antoniego
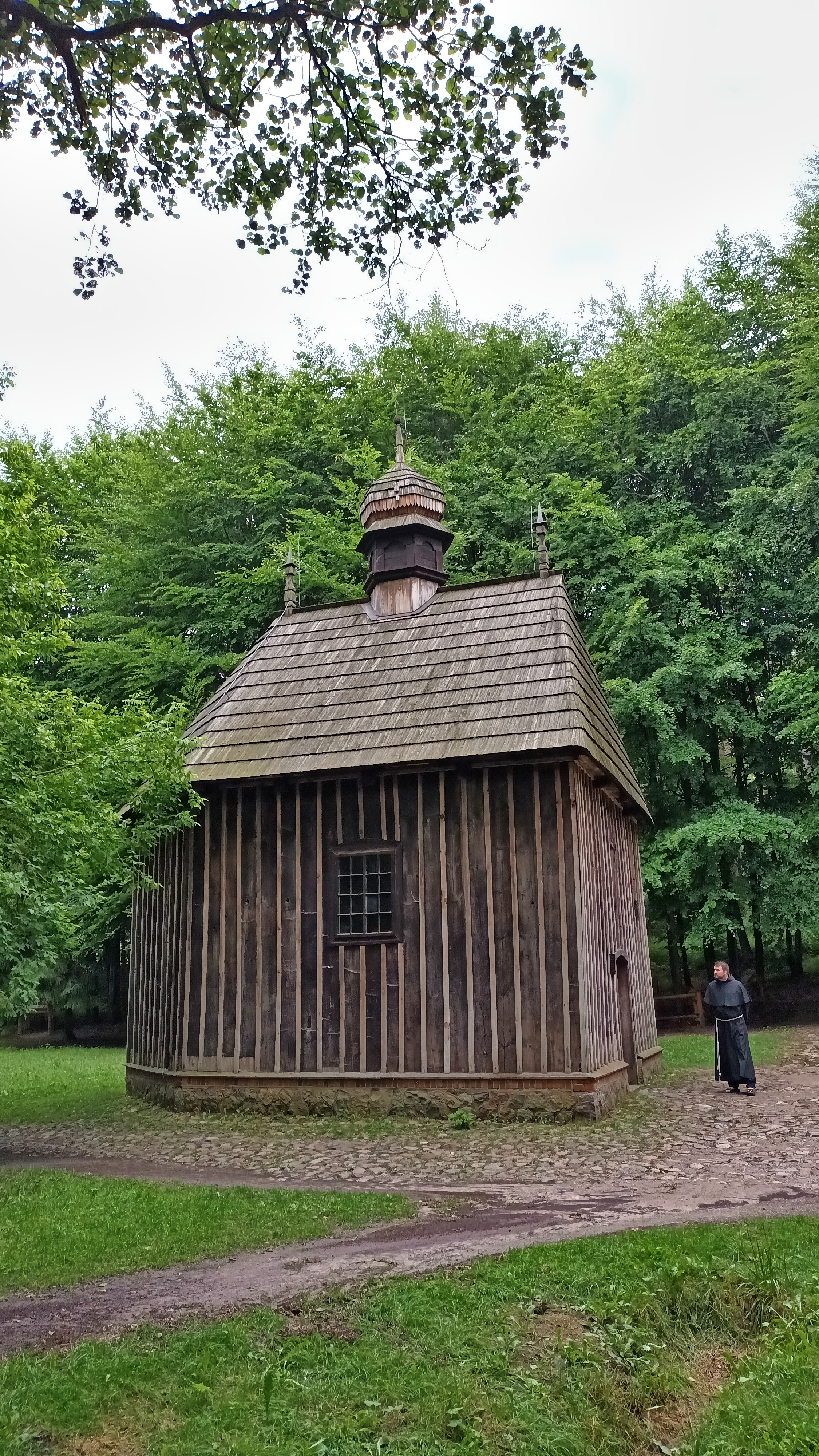
Kapliczka św. Antoniego w letniej szacie

## Linki i materiały źródłowe
- Sanktuarium św. Antoniego i losy kapliczek w Łodzi-Łagiewnikach (informacje ze strony głównej)
- Piotr Mielczarek OFMConv., Łagiewniki – kościół i klasztor Franciszkanów. Wydawnictwo Ojców Franciszkanów, Niepokalanów, 1995, ISBN 83-86412-15-1
- Historia kapliczek i sanktuarium św. Antoniego w Łodzi-Łagiewnikach (z oficjalnej strony franciszkanów - OFMConv.)
- Drewniane kapliczki w Łagiewnikach na stronie Towarzystwa Opieki nad Zabytkami